# 磯城津彦命
磯城津彦命（しきつひこのみこと）は、『日本書紀』に伝わる安寧天皇の皇子。
母は皇后の渟名底仲媛命である。
また、『古事記』に伝わる師木津日子命も同一人物とされ、古事記では母は阿久斗比売であるとされる。
兄は懿徳天皇。

## 生涯
『日本書紀』『古事記』ともに事績に関する記載は無いが、『日本書紀』は猪使連（いつかいのむらじ）の祖とし、『古事記』は伊賀須知之稲置・那婆理之稲置・三野之稲置の祖にあたる某、孝霊天皇の妃である蝿伊呂泥（はえいろね）らの父にあたる和知都美（わちつみ）の2人の子がいるとする。